# Гейсень (комуна)
Гейсень, Гейсені (рум. Găiseni) — комуна у повіті Джурджу в Румунії. До складу комуни входять такі села (дані про населення за 2002 рік):
- Гейсень (2212 осіб)
- Керпенішу (962 особи)
- Кесчоареле (2143 особи)
- Поду-Попа-Нає (224 особи)

Комуна розташована на відстані 36 км на захід від Бухареста, 73 км на північ від Джурджу, 147 км на схід від Крайови, 126 км на південь від Брашова.

## Населення
За даними перепису населення 2002 року у комуні проживала 5541 особа. Усі жителі комуни рідною мовою назвали румунську.
Національний склад населення комуни:
| Національність | Кількість осіб | Відсоток |
| -------------- | -------------- | -------- |
| румуни         | 5336           | 96,3%    |
| цигани         | 205            | 3,7%     |

Склад населення комуни за віросповіданням:
| Релігія       | Кількість осіб | Відсоток |
| ------------- | -------------- | -------- |
| православні   | 5458           | 98,5%    |
| бретрени      | 70             | 1,3%     |
| адвентисти    | 11             | 0,2%     |
| римо-католики | 2              | < 0,1%   |